# 김제 귀신사 명부전 소조지장보살좌상과 시왕상 일괄
김제 귀신사 명부전 소조지장보살좌상과 시왕상 일괄(金堤 歸信寺 冥府殿 塑造地藏菩薩坐像과 十王像 一括)은 대한민국 전북특별자치도 김제시 금산면, 귀신사 명부전에 있는 조선시대의 블상과 불화이다.
2017년 3월 31일 전라북도의 유형문화재 제250호로 지정되었다.

## 지정 사유
귀신사 명부전 소조지장보살좌상 및 시왕상 등은 영산전 불상발원문에 의해 조성연대도 알 수 있으며, 지장삼존상과 시왕상을 비롯하여 명부권속들이 잘 보존되어 있어 조선후기 명부전의 존상배치를 보여주는 대표적인 작품 가운데 하나이다. 아울러 본존인 지장보살이 흔치않은 두건지장의 모습을 취하고 있는 점에서도 주목할 만하다.

## 참고 자료
- 김제 귀신사 명부전 소조지장보살좌상과 시왕상 일괄 - 국가유산청 국가유산포털